# وتودا
وتودا (به انگلیسی: Vattavada) یک روستا در هند است که در Idukki district واقع شده‌است.

## خصوصیات
وتودا ۴٬۰۰۰ نفر جمعیت دارد.